# Šiperka
Šiperka (anglicky: schipperke) je pes belgického původu. Je charakteristický svou milou povahou, pracovitostí a nevelkým vzrůstem. V České republice se vyskytuje relativně běžně. Většinou nemá žádný ocas a hodí se na agility, dogdancing atd., ke všem psím sportům. Osvědčil se jako milý společník do nepohody.

## Historie
Šiperka pochází z Belgie a název tohoto plemene znamená ve vlámštině (jazyk Belgičanů) „malý lodník“ nebo „malý ovčák“, asi proto, že býval pomocníkem na lodích námořníků. Plemeno je celkem staré, první zmínky o něm se objevily již v kronice z 15. století. Podle pověsti zachránili dva malí černí psi život Wilhemu von Oraninu tím, že ho vzbudili v době, kdy měl na něho být spáchán atentát. Těmi černými psy byly zřejmě myšleny šiperky, jak se domnívají příznivci tohoto plemene, neboť šiperka je povahově výborný hlídač, přestože je menšího vzrůstu.
V 18. století se úplně přestala používat jako pomocník na lodi a její hlavní využití bylo jako domácí hlídač, hubitel krys a hlídač ve stájích. Je možné ji najít na mnoha známých obrazech o venkovském životě.
První výstava psů na světě byla věnována právě šiperkám, a to v roce 1886 v Anglii. Šiperka se postupem času stala národním plemenem Belgie.

## Vzhled
Malý a robustní pes. Je jemné konstrukce, velmi lehká a má středně dlouhou, černou srst, která ale neizoluje dobře proti zimě ani vodě, proto se většinou chová v bytě. Srst je i velmi hustá, rovná, tvořící límec, hřívu, zástěru a kalhotky, což dodává šiperce její jedinečný vzhled. Šiperka je velmi pevně stavěná a má dobře vyvážené, krátké, poměrně široké a podsadité tělo. Mezipohlavní rozdíly jsou výrazné.
Má klínovitou hlavu – "vlčí" – s dobře vyvinutou lebkou a poměrně krátkou tlamou. Stop je vyjádřený. Uši jsou vztyčené, velmi malé a vysoko nasazené. Do tvaru V a natočené dopředu.
Krk je krátký, srst na něm tvoří límec a je dobře osvalený a rovný.
Hřbet rovný, středně dlouhý, neklenutý. Srst dodává dojmu, že je široký, ale je to spíše naopak. 
Ocas se kupíruje, ale není to nutné a zároveň ani počítané za vadu. U kořene široký, ke špičce se zužuje a dosahuje nejméně k hleznu. V klidu je svěšený. V pohybu může být ocas zvednutý v linii hřbetu, ale ne výše.
Nohy jsou hodně jemné konstrukce, tlapky kulaté.

## Povaha
Dožívá se velmi vysokého věku díky skvělému zdraví. Je také velmi aktivní, energická a ke „svým lidem“ milá a přátelská. K cizím lidem se chová spíše odtažitě, ale nebývá agresivní a časem si na ně přivykne. Své rodině je velmi věrná a miluje ji. Také ji dokáže bránit, je vynikající hlídač a ochránce. S dětmi vychází velmi dobře, ale je nutné dát pozor na hry cizích dětí s těmi "jejími", protože může mít sklony je ochraňovat, a nevědomky tak ublížit. Vůči ostatním zvířatům je dominantní, ale šarvátky nevyhledává. Má velmi vysoký hlas, který může být některým lidem nepříjemný. Také má sklony k uštěkanosti při nevítaných situacích (což může být i např. spadnutí listu). Je inteligentní a mrštná, rychle se učí, ale je tvrdohlavá. Je vhodná jak pro začátečníky, tak pro zkušené chovatele.

## Péče
Srst nepotřebuje – v době kdy nelíná – žádnou speciální péči, stačí 1× za týden vyčesat a upravit. Příliš časté mytí šamponem by mohlo srst poškodit a rozhodně se nedoporučuje.
Šiperka miluje pohyb a je velmi činorodá. Velmi ráda skotačí a běhá v přírodě na volno. Je možno s ní podnikat dlouhé výlety, běhání i volnější jízdu na kole. Je ale schopná přivyknout pasivnějšímu životnímu stylu. Šiperka je také vhodná na psí agility a jiné druhy kynologických sportů.
Do zvukovodů se nemusí nijak zasahovat, to samé platí i o drápcích. Je vhodná i do bytu, nehodí se pro celoroční pobyt venku, protože by jí byla zima.